# موریتس کاپوشی

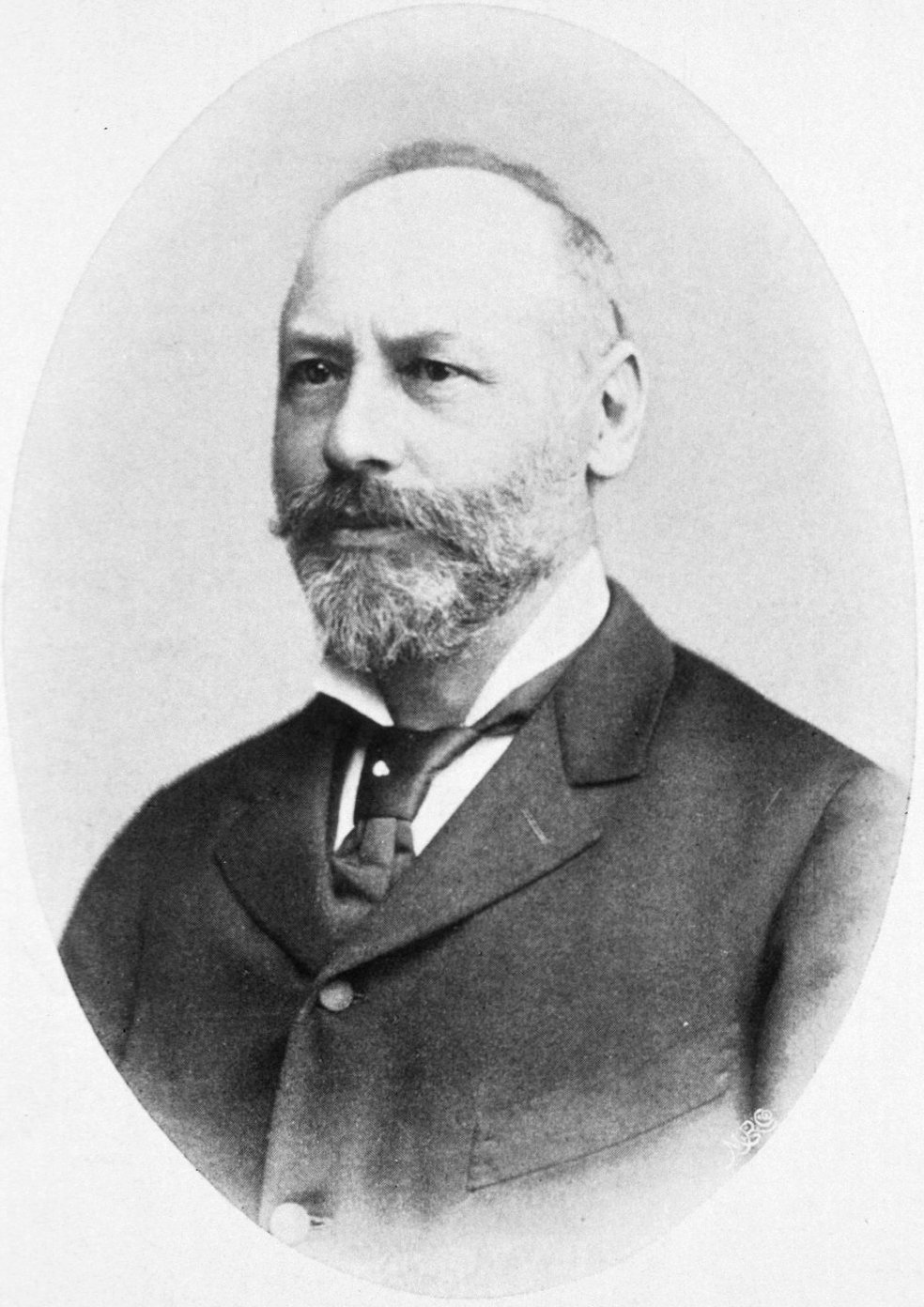
موریتس کاپوشی

موریتس کاپوشی (مجاری: Kaposi Mór؛ pronounced [ˈkɒpoʃi ˈmo:r]) پزشک اهل کشور اتریش-مجارستان بود. بیماری سارکوم کاپوسی که یک نوع سرطان پوستی نسبتاً نادر می‌باشد و نامش را از این پزشک گرفته‌است، از اکتشافات اوست. موریتس کاپوشی در سال ۱۸۸۰ میلادی کتاب آسیب‌شناسی و درمان بیماری‌های پوستی را برای پزشکان و دانشجویان دانش پزشکی منتشر نمود. این کتاب یک اثر قابل توجه و مهم در دانش درماتولوژی است.